# Towarzystwo Przyjaciół Nauk w Przemyślu

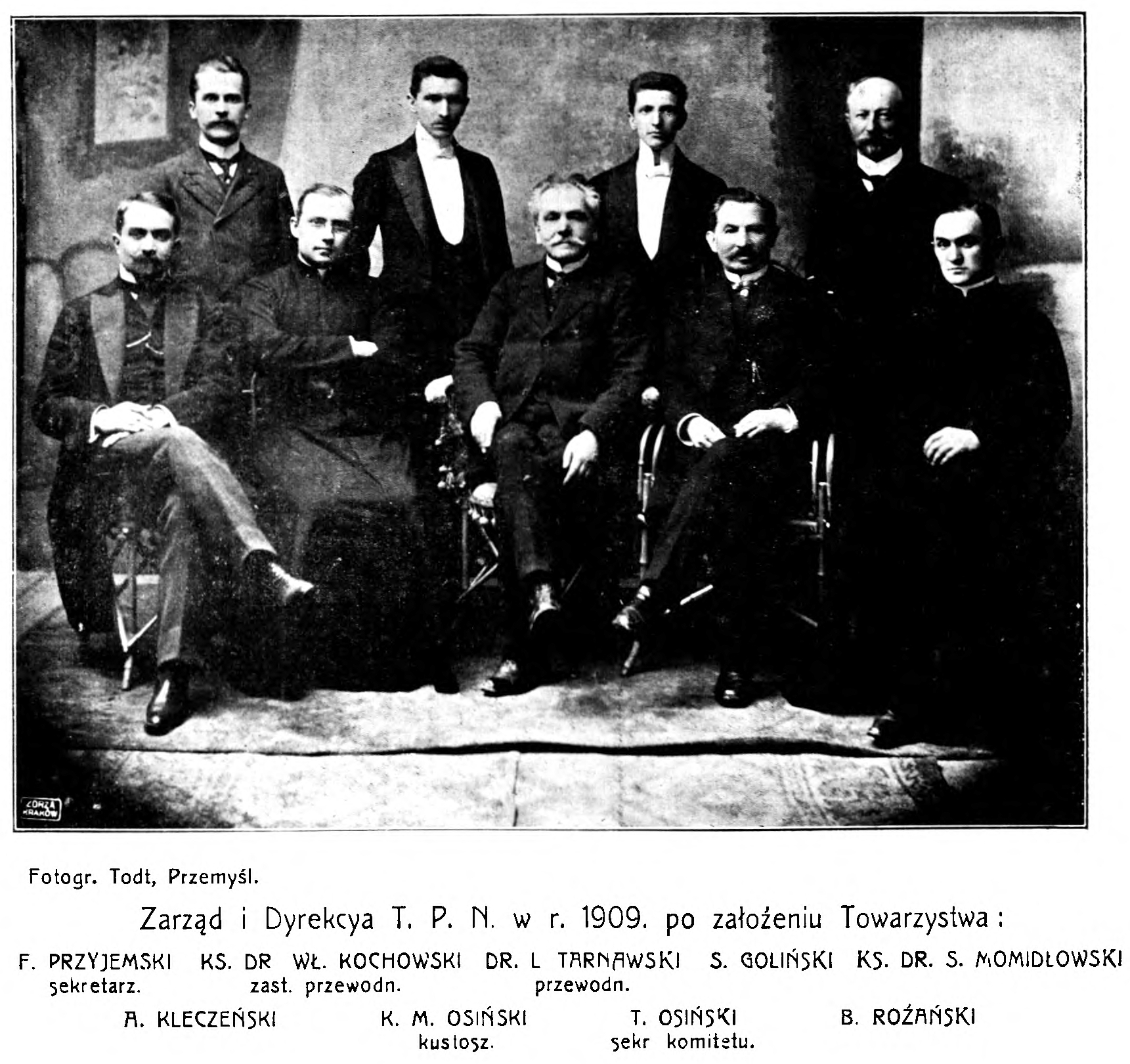
Zarząd TPN w 1909 r.

Towarzystwo Przyjaciół Nauk w Przemyślu im. Kazimierza Marii Osińskiego – towarzystwo naukowe, utworzone 14 lutego 1909 w Przemyślu, jedna z najstarszych tego typu instytucji na ziemiach polskich.

## Historia
Towarzystwo Przyjaciół Nauk w Przemyślu, zostało założone 14 lutego 1909, z inicjatywy braci Kazimierza i Tadeusza Osińskich. Założycielami byli: hr. Zofia Czarniecka z Birczy, Kazimierz Macudziński z Krakowa, inż. Kazimierz Maria Osiński z Przemyśla, hr. Romerowa Konstantynowa z Borowej pod Mielcem, Tadeusz Osiński z Przemyśla, Jan Wyżykowski z Gródka Jagiellońskiego, dr Leonard Tarnawski z Przemyśla i Tadeusz Żurawski ze Lwowa, a także Przemyska Kasa Zaliczkowa Rzemieślników i Rolników. 
Kazimierz Maria Osiński po powrocie ze studiów powziął zamiar utworzenia Oddziału Muzeum Narodowego w Krakowie, ale nie doszło do tego z powodu sprzeciwu Rady Miejskiej Krakowa. Wówczas Osińscy, wraz z prof. Feliksem Przyjemskim i Kazimierzem Żurawskim postanowili utworzyć Towarzystwo Przyjaciół Nauk. 4 czerwca 1909 przez C.K. Namiestnictwo we Lwowie został zatwierdzony statut towarzystwa, wzorowany na statutach towarzystw z Krakowa i Poznania.
Władze TPN w Przemyślu;
1909–1913. Leonard Tarnawski.
1913–1917. Franciszek Ksawery Kuś.
1917–1926. Leonard Tarnawsk.
1945. Stefan Momidłowski.
1948–1951. Marian Stroński.
1957–1976. Franciszek Persowski.
1976–1979. Michał Kryczko.
1979–1990. Mieczysław Mazurek.
1990–1993. Michał Kryczko.
1993–2011. Zdzisław Budzyński.
2011–2013. Tomasz Pudłocki.
2013–2014. Grzegorz Poznański.
2014–2017. Grzegorz Klebowicz.
2017– nadal Waldemar Wiglusz.